# Ischioscia cadoangelis
Ischioscia cadoangelis är en kräftdjursart som beskrevs av Klaus Ulrich Leistikow2000. Ischioscia cadoangelis ingår i släktet Ischioscia och familjen Philosciidae. Inga underarter finns listade i Catalogue of Life.